# جبل شنوة
جبل شنوة هو جبل يوجد بمنطقة تيبازة بشمال الجزائر، يمثل جزءا من بلدية الناظور، وجزءًا من بلدية تيبازة، ومن بلدية شرشال بولاية تيبازة، يصل ارتفاع قمته إلى 905 متر، يغطي مساحة حوالي 9000 هكتار ويحده شمالًا البحر الابيض المتوسط وجنوبا سهل متيجة.

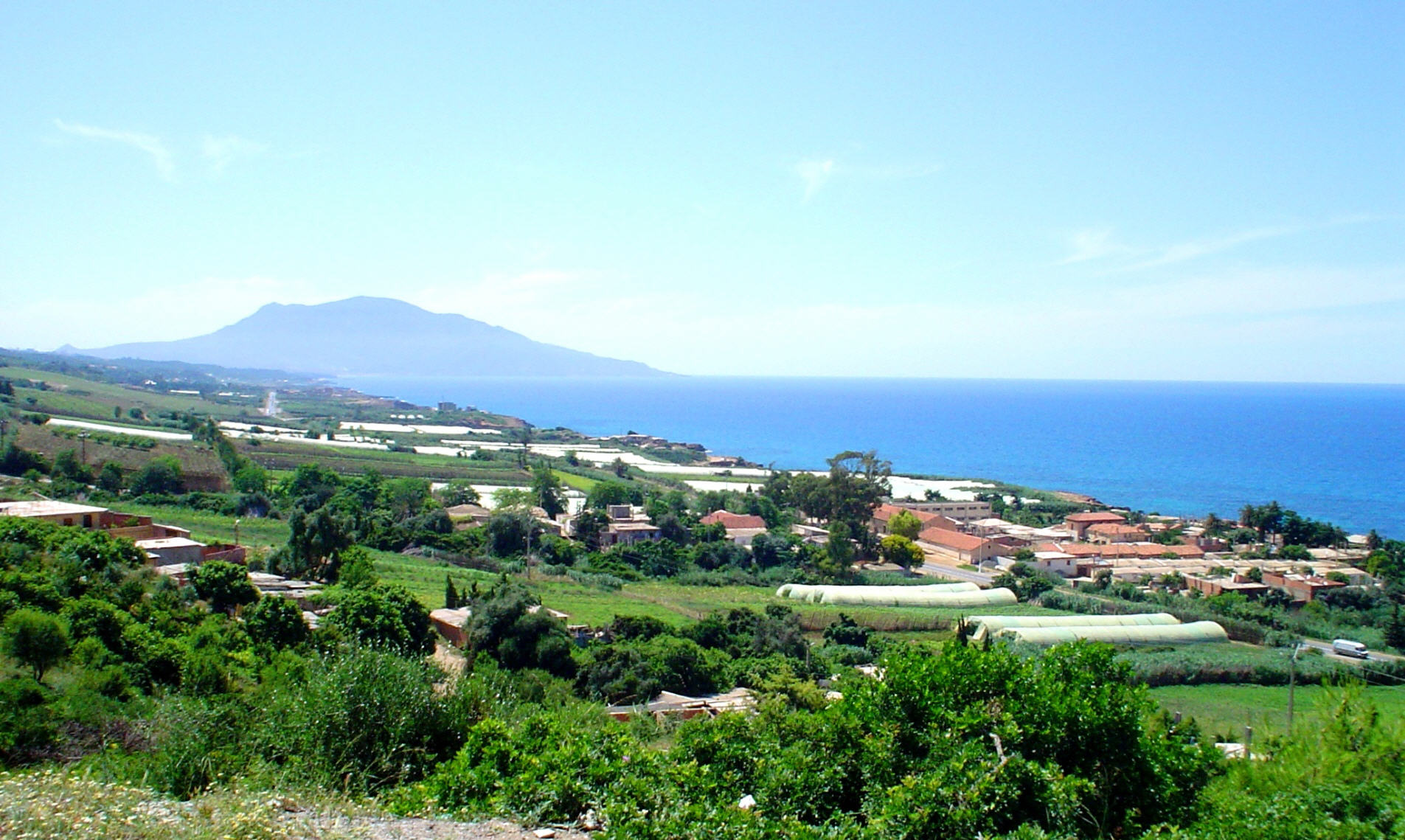
جبل شنوة

## الطرقات
- الطريق الولائي رقم 109